# Lengua de signos estadounidense
La lengua de signos estadounidense o la lengua de signos americana (en inglés, American Sign Language, ASL, Ameslan), es la lengua de señas dominante en Estados Unidos, en la parte anglófona de Canadá, y es utilizada en algunas partes de México. Aunque Estados Unidos y el Reino Unido comparten el idioma inglés como lengua hablada y escrita, la lengua de señas británica es bastante diferente de ASL, o sea, no son mutuamente inteligibles.
La ASL también es usada (a veces juntamente con lenguas de señas indígenas) en Filipinas, Malasia, Singapur, Hong Kong, República Dominicana, El Salvador, Haití, Puerto Rico, Costa Rica, Costa de Marfil, Burkina Faso, Ghana, Togo, Benín, Nigeria, Chad, Gabón, Congo-Kinsasa, República Centroafricana, Mauritania, Kenia, Madagascar y Zimbabue. Como toda lengua de señas, su gramática y sintaxis son distintas de cualquier lengua hablada en su área de influencia. Aunque no ha habido una encuesta fiable para determinar el número de personas que tienen ASL como lengua materna, se estima que hay entre 500 000 y 2 000 000 sólo en Estados Unidos.

## Historia de ASL

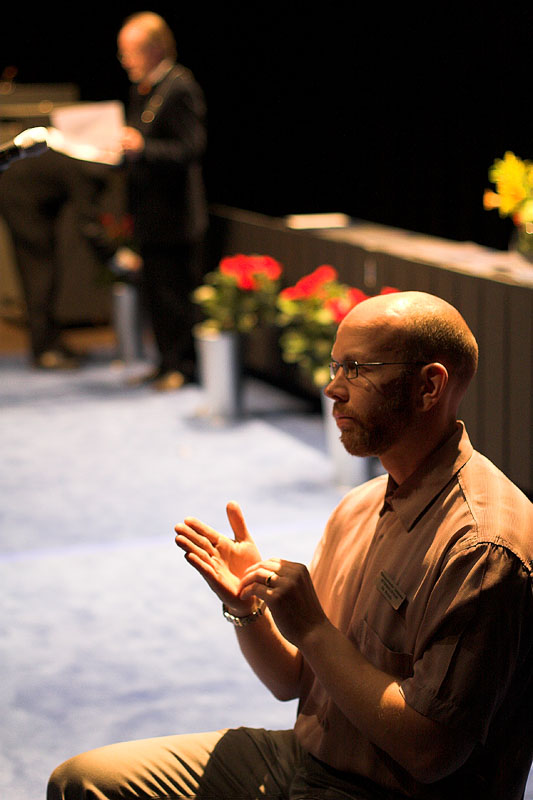
Un intérprete de lengua de señas estadounidense en una presentación.

En Estados Unidos, como en la mayoría del mundo, las familias oyentes con niños sordos usualmente emplean gestos caseros o señas familiares para comunicaciones simples. Sin embargo hoy, se ofrecen clases de lengua de señas estadounidense en muchas escuelas secundarias y en la educación superior. ASL es una lengua distinta del inglés hablado, posee su propia sintaxis y gramática, y tiene su propia cultura. El origen de ASL moderna está ligado a la confluencia de varios eventos y circunstancias, incluyendo intentos históricos en la educación de sordos, la situación actual única en una pequeña isla de Massachusetts, los intentos de un padre por conseguir que el ministerio local ayudara a educar a su hija sorda, y no menos importante la ingenuidad y genialidad de personas (en este caso sordas) por la lengua misma.

### Lenguas de señas previas a ASL
Formas estandarizadas de lenguas de señas han sido usadas en Italia desde el siglo XVII y en Francia desde el siglo XVIII con el objetivo de instruir a los sordos. La lengua de señas francesa antigua fue desarrollada y usada en París por el Abbé de l'Épée en su escuela para sordos. Estas lenguas siempre fueron modeladas siguiendo las lenguas de señas naturales ya en uso por las culturas sordas en el área de origen, frecuentemente, con adiciones gramaticales que reflejaban las lenguas habladas.
Los pueblos indígenas de las planicies de Norteamérica usaban una lengua de señas para intercomunicarse, ya que no compartían la misma lengua hablada. Su influencia en ASL, si existe, es desconocida.
Fuera de la costa de Massachusetts, en la isla de Martha's Vineyard en el siglo XVIII, la población tenía un porcentaje mayor de sordera que en el resto Estados Unidos continental debido al efecto fundador y el aislamiento geográfico. La lengua de señas de Martha's Vineyard era bien conocida por casi todos los isleños ya que muchas familias tenían miembros sordos. Eso permitía a casi todos la oportunidad de tener contacto frecuente con la lengua de señas a la edad en que aprender idiomas es más fácil. La LSF que trajo Laurent Clerc, junto a la lengua de señas de Martha's Vineyard, las planicies norteamericanas y el "home sign” son el sustrato de lo que hoy se conoce como la lengua de signos estadounidense o americana (ASL).

### Presencia en México
La mayor comunidad de estadounidenses en el exterior radica en México, y por tanto, se cree que un porcentaje reducido aún es de señantes provenientes no solo de Estados Unidos y Canadá, sino también de otras nacionalidades en menor medida.